# Christie Cup
Der Christie Cup ist ein seit 1886 alljährlich ausgetragener Vergleich in zahlreichen Sportarten zwischen den nordenglischen Universitäten Manchester, Liverpool und Leeds. Der auch als „Battle of the North“ titulierte Wettbewerb gilt nach den Oxford-Cambridge-Duellen als der zweitälteste Hochschulvergleich unter den britischen Universitäten.

## Hintergrund
Wettbewerb und Trophäe sind benannt nach dem Pokalstifter Richard Copley Christie (1830–1901), einem in Manchester wirkenden englischen Rechtsanwalt, Universitätslehrer, Philanthropen und Buchsammler. Die drei im 19. Jahrhundert in den aufstrebenden Industrieregionen Nordenglands gegründeten Hochschulen gehören zu den traditionsreichsten „red brick universities“ des Landes und firmierten in ihren Anfangsjahren noch gemeinsam als „Victoria University“.

## Wettbewerbe
Der eigentliche Christie Cup geht an die Universität, die die Gesamtwertung aller Disziplinen zu ihren Gunsten entscheidet. Das zuletzt (2024) aus 32 Wettbewerben bestehende Programm beinhaltet traditionsreiche englische Sportarten wie Fußball, Hockey, Rugby League, Rugby Union, Tennis und Wasserball bis hin zu Reiten und Segeln, aber auch neuere Disziplinen wie Klettern oder Ultimate Frisbee und hat bis zu 1.500 aktive Teilnehmer. In den Einzelsportarten wird eine Teamwertung erstellt; bei den Mannschaftssportarten spielen die Auswahlmannschaften jeweils eine Dreierrunde. Die Wettbewerbe des Christie Cups finden in komprimierter Form Ende April oder Anfang Mai an zwei Tagen statt und kommen hier in der Regel an einem Mittwochnachmittag zur Austragung, der landesweit auch während der Vorlesungszeit jeweils dem Hochschulsport vorbehalten bleibt.